# スカーレットブーケ
スカーレットブーケ（1988年4月11日 - 2018年7月12日）は日本の競走馬、繁殖牝馬。
1990年に中央競馬（JRA）でデビューし、1992年末までに重賞競走4勝を含む通算21戦6勝の成績を残した。1993年より繁殖牝馬となり、GI競走5勝を挙げたダイワメジャー、GI・JpnI競走で4勝を挙げたダイワスカーレットなどの活躍馬を輩出。2009年にはJRAの広報誌『優駿』選定による「現代の名牝ベスト100」において第1位に選ばれているほか、国際競馬統括機関連盟によって「SCARLET BOUQUET」の名は国際保護馬名（全世界でのサラブレッドへの命名禁止）に指定されている。
全姉の報知杯4歳牝馬特別優勝馬スカーレットリボンなど、近親に数々の重賞勝利馬がいる。

## 経歴

### 生い立ち
1988年4月11日、北海道千歳市・社台ファームによる生産。父はフランスのフォレ賞優勝馬で、日本への輸入後1982年からリーディングサイアーの地位を占めていたノーザンテースト。母スカーレットインクはアメリカで走り1戦0勝、獲得賞金額525ドルという凡庸な成績だったが、子孫に米二冠馬マジェスティックプリンスらを出していた曾祖母（本馬にとっては高祖母）・ユアホステスの血統に着目され社台ファームへ輸入された。本馬はこの組み合わせでは4頭目の産駒であり、誕生の約3週間前（3月20日）には全姉・スカーレットリボンが報知杯4歳牝馬特別（GII）を制していた。
幼駒の頃より筋肉質な好馬体を備え、悍性も強く放牧地においてはボス的な存在であった。スタッフの間では、当年の社台ファーム生産馬で三指に入るとの評判が立ち、牧場の系列クラブの会報誌では「牧場牝馬No.1のパワー」と宣伝された。競走年齢の3歳に達した1990年3月、滋賀県栗東トレーニングセンターの伊藤雄二厩舎へ入る。伊藤厩舎においても「どっしりと落ち着きがあり、大物感がある」と高い評価を受けた。

### 戦績
同年7月7日、札幌開催の新馬戦でデビュー。単勝オッズ1.6倍の1番人気に応え、2着に5馬身差をつけて初勝利を挙げた。同月29日には札幌3歳ステークス（GIII）へ出走。当日は5番人気の評価であった。レースでは第3コーナーで進路が塞がり、騎手の的場均が立ち上がる場面がありながらも、怯むことなく直線では馬群を割って抜けだし、2着に1馬身4分の3差をつけて勝利した。的場はその内容について「すんなり逃げ切るという単調なレースで勝ったわけではないからね。デビュー2戦目の馬にはなかなかできない芸当です」と称えた。
その後はいったん放牧に出されたが、骨膜炎を生じたこともあり調整が順調にいかなかった。復帰戦の鞍上には武豊を迎え、デイリー杯3歳ステークス（GII）は前走で破ったノーザンドライバーの8着、年末のラジオたんぱ杯3歳牝馬ステークスでは、スタートから逃げ切ったイソノルーブルに3馬身半差をつけられての2着となり、シーズンを終えた。
1991年は1月のクイーンカップより始動。1番人気の支持を受けると、3番手追走から2着に3馬身差を付けて圧勝した。なお、スカーレットブーケは本競走の施行26回目にして関西からの初出走馬であった。続いてチューリップ賞では、ここまで2戦2勝という成績のシスタートウショウと顔を合わせ、同馬と共に単枠指定を受ける。レースではシスタートウショウが楽に抜け出して勝利し、スカーレットブーケは2馬身半差の2着となった。
4月7日に迎えた牝馬三冠初戦・桜花賞は、5戦5勝のイソノルーブル、3戦3勝のシスタートウショウ、前年の最優秀3歳牝馬で当年ペガサスステークスを制してきたノーザンドライバー、当年のシンザン記念など重賞2勝のミルフォードスルー、そしてスカーレットブーケの「五強」による争いといわれた。当日、スカーレットブーケはイソノルーブルとノーザンドライバーに次ぐ3番人気の支持を受けたが、本馬場入場後の大歓声で落ち着きを失ってしまう。スタートが切られると8番手前後を追走したが、直線で伸びを欠き、シスタートウショウの4着に終わった。
桜花賞のあとはサンケイスポーツ賞4歳牝馬特別（GII）に出走し単枠指定され、伊藤厩舎所属の若手騎手・千田輝彦に乗り替わり1番人気の支持を受ける。レースでは3、4番手追走から抜け出しを図ったが、最終コーナーから先頭に立ったヤマニンマリーンに半馬身後れての2着となった。5月19日、鞍上が武に戻って牝馬三冠2戦目・優駿牝馬（オークス）に出走。シスタートウショウ、忘れな草賞（オープン）を含む3連勝中のツインヴォイスに次ぐ3番人気となる。レースではイソノルーブルが先導するスローペースの流れを中団で追走、最終コーナーではツインヴォイスと共にイソノルーブルに並び掛けたが、そこから交わすことができず、逃げ切ったイソノルーブルから5馬身弱の差で5着となった。
夏を故郷・社台ファーム千歳で過ごし、秋は牝馬三冠最終戦・エリザベス女王杯を目標に、9月のサファイヤステークスから始動。6頭立ての少頭数で行われ、スカーレットブーケは単勝1.6倍の1番人気に推される。しかしレースでは逃げたテンザンハゴロモを捉えきれずハナ差の2着と敗れ、鞍上を務めた武豊は競走後「まさか負けるとは思ってもみなかった」と語った。10月に出走したローズステークス（エリザベス女王杯トライアル）でも再び1番人気に支持されたが、リンデンリリーの3着に終わる。エリザベス女王杯では7番人気と評価を落とすも3着となったが、三冠競走を制することはできなかった。12月に出走した阪神牝馬特別も3戦連続での3着となる。
翌年1月の洛陽ステークスでは好スタートを切ったにもかかわらず、鞍上の千田が後方待機策を選択し、自身最低の着順である12着と大敗。次走の京都牝馬特別に臨むに当たり、伊藤雄二は「あれは千田のミス。今回うまく乗れなかったら他の乗り役を探す」と公言していた。京都牝馬特別では逃げるミルフォードスルーをみながらの2番手を追走。残り50メートルで同馬をとらえ、前年のクイーンカップ以来、約1年ぶりの勝利を挙げた。千田はこれがデビュー4年目での重賞初勝利であった。さらに次走・中山牝馬ステークス（柴田政人騎乗）では、57kgというトップハンデを背負いながらも、当時としては優秀な1800メートル1分47秒6というタイムで優勝。重賞2連勝を遂げた。
その後、牡馬との対戦では善戦をするものの勝利を挙げることはできなかったが、年末の牝馬限定戦・ターコイズステークスでは、58kgの斤量を背負いながらも快勝する。しかし競走後、肉体、精神ともに疲労が見られたことから、これを最後に引退することになり、翌春から故郷の社台ファームで繁殖入りした。

### 繁殖牝馬時代
トニービンとの間に産んだ初仔・スカーレットメールはチューリップ賞で2着に入り牝馬三冠路線に乗ったが、脚部不安のため桜花賞には出走できなかった。3年目以降、サンデーサイレンスと交配されはじめると産駒の質はさらに向上、第3仔・スリリングサンデーはクラシック級との評価を受けながら故障のため大成することはできなかったが、第5仔・ダイワルージュは新潟3歳ステークス（GIII）を制したほか、阪神3歳牝馬ステークス2着、桜花賞3着とGI競走でも善戦した。第7仔・ダイワメジャー（父サンデーサイレンス）は皐月賞を制してスカーレットブーケが果たせなかったクラシック制覇を遂げ、以後2007年の引退までにGI競走を5勝、2年連続でJRA賞最優秀短距離馬受賞といった実績を残した。さらにデビュー前から「ダイワメジャー以上」とも見られていたダイワスカーレット（父アグネスタキオン）は、牝馬として37年ぶりの記録となった有馬記念制覇を含むGI・JpnI競走4勝を挙げた。この時点でスカーレットブーケ産駒の中央GI・JpnI勝利数は9となり、ビワハヤヒデ、ナリタブライアンを輩出したパシフィカスを抜いて歴代第1位の成績となった。日本中央競馬会の広報誌『優駿』が2009年に選出した「現代の名牝ベスト100」では、産駒の獲得賞金額およびGI・JpnI勝利数で1位、重賞勝利数で2位（1位パシフィカス）となり、総合1位に据えられた。ダイワメジャーは種牡馬としてもGI優勝馬を複数輩出しているほか、母系子孫からもダイワルージュの仔・ダイワファルコンが重賞勝利馬となっている。引退後は社台ブルーグラスファームにて功労馬として繋養され、2018年7月12日、老衰のため30歳で永眠した。

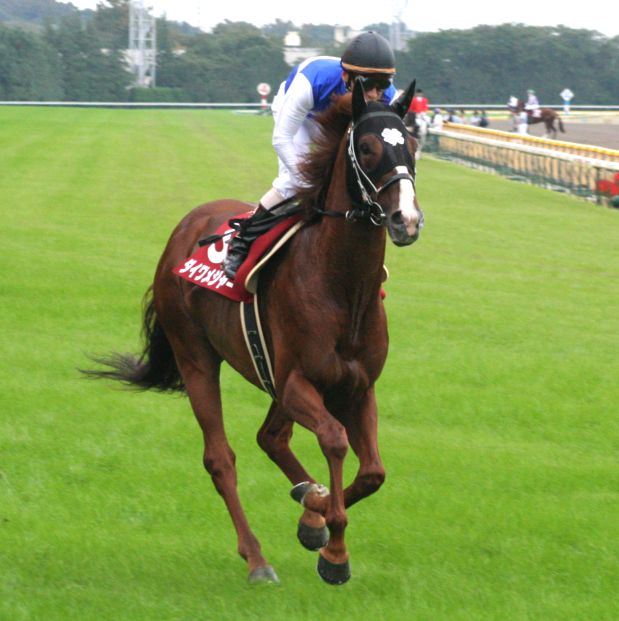
ダイワメジャー
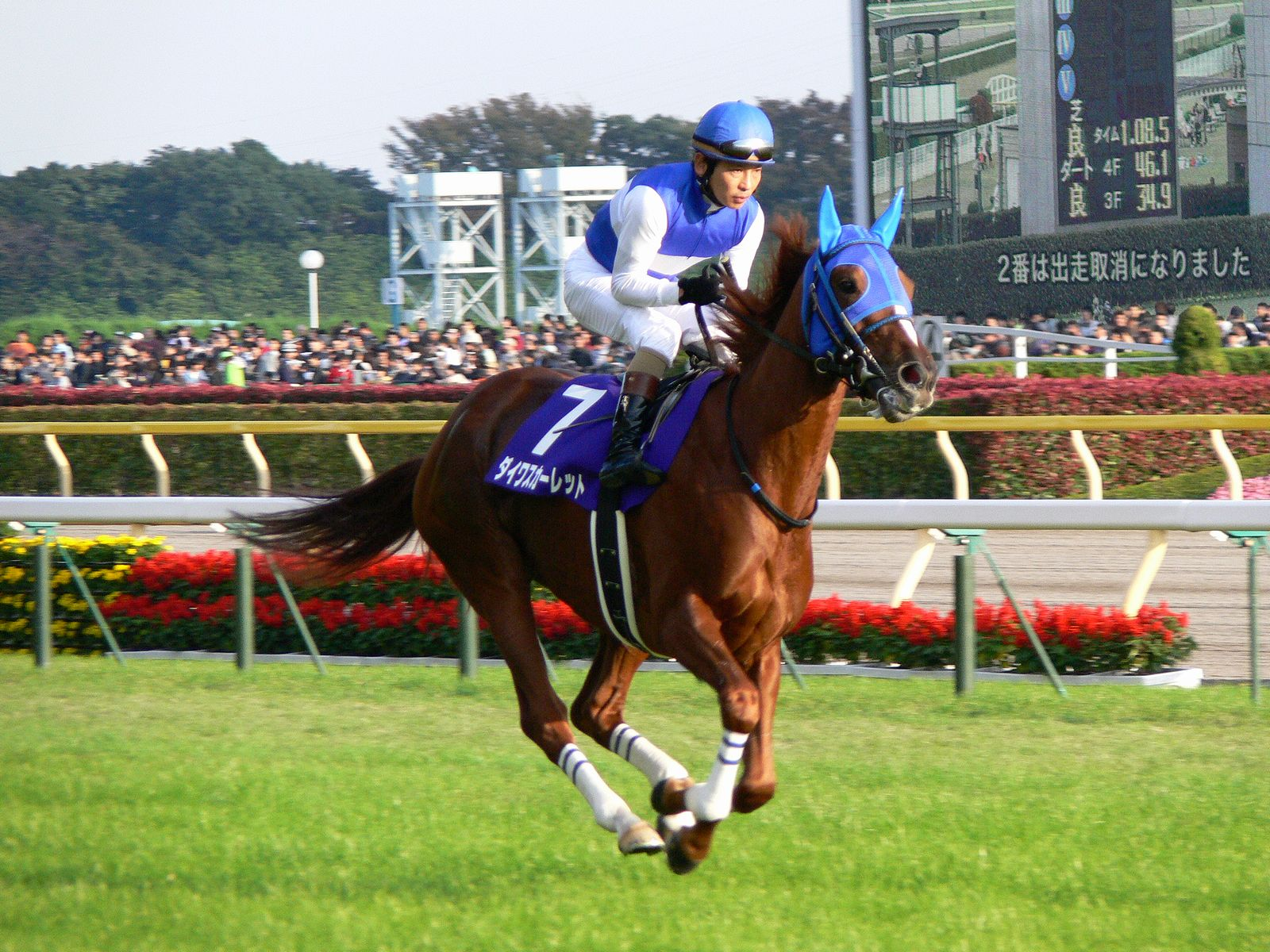
ダイワスカーレット

## 競走成績
| 年月日 | 年月日 | 年月日 | 競馬場 | レース名           | 格   | 人気 | 着順 | 距離 (m)     | タイム | 着差   | 騎手     | 斤量 | 勝ち馬/（2着馬）       | 馬体重 |
| 1990.  | 7.     | 7      | 札幌   | 3歳新馬            |      | 1人  | 1着  | 芝1000（良） | 59.2   | -0.9秒 | 柴田政人 | 53   | （ハローエイティ）     | 440    |
|        | 7.     | 29     | 札幌   | 札幌3歳S           | GIII | 5人  | 1着  | 芝1200（良） | 1:11.5 | -0.3秒 | 的場均   | 53   | （プリンセスロマンス） | 450    |
|        | 11.    | 10     | 京都   | デイリー杯3歳S     | GII  | 6人  | 8着  | 芝1400（良） | 1:23.6 | 0.5秒  | 武豊     | 53   | ノーザンドライバー     | 452    |
|        | 12.    | 22     | 京都   | ラジオたんぱ杯3牝S | GIII | 4人  | 2着  | 芝1600（良） | 1:35.6 | 0.6秒  | 武豊     | 53   | イソノルーブル         | 446    |
| 1991.  | 1.     | 27     | 東京   | クイーンC          | GIII | 1人  | 1着  | 芝1600（良） | 1:35.4 | -0.5秒 | 武豊     | 54   | （マジョルカシチー）   | 446    |
|        | 3.     | 10     | 中京   | チューリップ賞     | OP   | 2人  | 2着  | 芝1700（良） | 1:44.5 | 0.4秒  | 武豊     | 54   | シスタートウショウ     | 446    |
|        | 4.     | 7      | 阪神   | 桜花賞             | GI   | 3人  | 4着  | 芝1600（稍） | 1:34.8 | 1.0秒  | 武豊     | 55   | シスタートウショウ     | 440    |
|        | 4.     | 28     | 東京   | 4歳牝馬特別・東    | GII  | 1人  | 2着  | 芝2000（良） | 2:02.3 | 0.1秒  | 千田輝彦 | 54   | ヤマニンマリーン       | 440    |
|        | 5.     | 19     | 東京   | 優駿牝馬           | GI   | 3人  | 5着  | 芝2400（良） | 2:28.6 | 0.8秒  | 武豊     | 55   | イソノルーブル         | 450    |
|        | 9.     | 29     | 中京   | サファイヤS        | GIII | 1人  | 2着  | 芝2000（良） | 2:01.7 | 0.0秒  | 武豊     | 54   | テンザンハゴロモ       | 460    |
|        | 10.    | 20     | 京都   | ローズS            | GII  | 1人  | 3着  | 芝2000（良） | 2:02.2 | 0.8秒  | 武豊     | 55   | リンデンリリー         | 460    |
|        | 11.    | 10     | 京都   | エリザベス女王杯   | GI   | 7人  | 3着  | 芝2400（良） | 2:30.2 | 0.6秒  | 千田輝彦 | 55   | リンデンリリー         | 460    |
|        | 12.    | 15     | 阪神   | 阪神牝馬特別       | GIII | 3人  | 3着  | 芝2000（良） | 2:04.1 | 0.4秒  | 千田輝彦 | 54   | マチノコマチ           | 466    |
| 1992.  | 1.     | 12     | 京都   | 洛陽S              | OP   | 3人  | 12着 | 芝1600（良） | 1:35.8 | 1.3秒  | 千田輝彦 | 56   | エイシンウィザード     | 466    |
|        | 2.     | 2      | 京都   | 京都牝馬特別       | GIII | 5人  | 1着  | 芝1600（良） | 1.36.8 | -0.1秒 | 千田輝彦 | 56   | （ミルフォードスルー） | 470    |
|        | 3.     | 1      | 中山   | 中山牝馬S          | GIII | 1人  | 1着  | 芝1800（良） | 1:47.6 | -0.4秒 | 柴田政人 | 57   | （ユーセイフェアリー） | 454    |
|        | 4.     | 25     | 東京   | 京王杯SC           | GII  | 4人  | 6着  | 芝1400（良） | 1:22.2 | 0.6秒  | 千田輝彦 | 54   | ダイナマイトダディ     | 456    |
|        | 10.    | 11     | 東京   | 毎日王冠           | GII  | 7人  | 5着  | 芝1800（良） | 1:46.4 | 0.8秒  | 柴田政人 | 55   | ダイタクヘリオス       | 466    |
|        | 10.    | 31     | 京都   | スワンS            | GII  | 2人  | 7着  | 芝1400（良） | 1:22.0 | 0.4秒  | 千田輝彦 | 55   | ディクターガール       | 470    |
|        | 11.    | 15     | 東京   | 富士S              | OP   | 3人  | 5着  | 芝1800（良） | 1:48.7 | 1.1秒  | 田中勝春 | 55   | シンコウラブリイ       | 460    |
|        | 12.    | 19     | 中山   | ターコイズS        | OP   | 3人  | 1着  | 芝1800（良） | 1:48.2 | -0.3秒 | 柴田政人 | 58   | (ダンツセントー)       | 468    |

- 競走馬成績と情報 netkeiba

フリーハンデ（レーティング）
| 年度   | 対象            | 馬齢       | 区分                 | 値   | 順位   | 出典   |
| ------ | --------------- | ---------- | -------------------- | ---- | ------ | ------ |
| 1990年 | JRAフリーハンデ | 3（新2）歳 | 3（新2）歳馬（関西） | 53kg | 第3位  | [ 21 ] |
| 1991年 | JRAフリーハンデ | 4（新3）歳 | 4（新3）歳以上馬     | 54kg | 第18位 | [ 22 ] |
| 1992年 | JRAフリーハンデ | 5（新4）歳 | 5（新4）歳以上馬     | 54kg | 第22位 | [ 23 ] |
| 1992年 | JRAフリーハンデ | 5（新4）歳 | 短距離               | 54kg | 第11位 | [ 23 ] |

## 繁殖成績
|    | 馬名               | 誕生年 | 毛色   | 父                 | 性           | 戦績                               | 重賞勝利 | 繁殖 | 出典   |
| -- | ------------------ | ------ | ------ | ------------------ | ------------ | ---------------------------------- | --- | ---- | ------ |
| 1  | スカーレットメール | 1994年 | 栗毛   | トニービン         | 牝           | 13戦1勝                            | | ○    | [ 24 ] |
| 2  | ヴィノロッソ       | 1995年 | 鹿毛   | トニービン         | 牡 （→セン） | 110戦4勝 中央：21戦1勝 地方89戦3勝 | |      | [ 25 ] |
| 3  | スリリングサンデー | 1996年 | 栗毛   | サンデーサイレンス | 牡           | 18戦5勝                            | | ○    | [ 26 ] |
| 4  | グロリアスサンデー | 1997年 | 黒鹿毛 | サンデーサイレンス | 牡           | 36戦5勝                            | |      | [ 27 ] |
| 5  | ダイワルージュ     | 1998年 | 鹿毛   | サンデーサイレンス | 牝           | 19戦3勝                            | 新潟3歳S（GIII） | ○    | [ 28 ] |
| 6  | ソフィーズローズ   | 1999年 | 鹿毛   | ナリタブライアン   | 牝           | 3戦0勝                             | | ○    | [ 29 ] |
| 7  | ダイワメジャー     | 2001年 | 栗毛   | サンデーサイレンス | 牡           | 28戦9勝 中央：27戦9勝 国外：1戦0勝 | 皐月賞（GI） 天皇賞（秋）（GI） 安田記念（GI） マイルCS（GI）2回 マイラーズカップ（GII） 毎日王冠（GII） ダービー卿CT（GIII） | ○    | [ 30 ] |
| 8  | レットバトラー     | 2002年 | 鹿毛   | サンデーサイレンス | 牡           | 37戦5勝                            | |      | [ 31 ] |
| 9  | キャスケードブーケ | 2003年 | 鹿毛   | スペシャルウィーク | 牝           | 5戦0勝                             | | ○    | [ 32 ] |
| 10 | ダイワスカーレット | 2004年 | 栗毛   | アグネスタキオン   | 牝           | 12戦8勝                            | 桜花賞（JpnI） 秋華賞（JpnI） エリザベス女王杯（GI） 有馬記念（GI） ローズS（GII） 大阪杯（GII）                              | ○    | [ 33 ] |
| 11 | ブーケフレグランス | 2005年 | 栗毛   | ダンスインザダーク | 牝           | 32戦4勝                            | | ○    | [ 34 ] |
| 12 | シャガール         | 2007年 | 栗毛   | ネオユニヴァース   | 牡 （→セン） | 15戦4勝                            | |      | [ 35 ] |
| 13 | ピカソ             | 2008年 | 黒鹿毛 | ディープインパクト | 牡           | 17戦1勝                            | |      | [ 36 ] |
| 14 | スカーレットポピー | 2010年 | 栗毛   | アグネスタキオン   | 牝           | 5戦0勝                             | | ○    | [ 37 ] |

## 血統表
| スカーレットブーケの血統                              | スカーレットブーケの血統               | スカーレットブーケの血統  | （血統表の出典）          | （血統表の出典） |
| 父系                                                  | ノーザンテースト系                     | ノーザンテースト系        | ノーザンテースト系        | [ § 2 ]          |
| 父 *ノーザンテースト Northern Taste 1971 栗毛 カナダ  | 父の父Northern Dancer 1961 鹿毛 カナダ | Nearctic                  | Nearco                    | Nearco           |
| 父 *ノーザンテースト Northern Taste 1971 栗毛 カナダ  | 父の父Northern Dancer 1961 鹿毛 カナダ | Nearctic                  | Lady Angela               |                  |
| 父 *ノーザンテースト Northern Taste 1971 栗毛 カナダ  | 父の父Northern Dancer 1961 鹿毛 カナダ | Natalma                   | Native Dancer             | Native Dancer    |
| 父 *ノーザンテースト Northern Taste 1971 栗毛 カナダ  | 父の父Northern Dancer 1961 鹿毛 カナダ | Natalma                   | Almahmoud                 |                  |
| 父 *ノーザンテースト Northern Taste 1971 栗毛 カナダ  | 父の母Lady Victoria 1962 黒鹿毛 カナダ | Victoria Park             | Chop Chop                 | Chop Chop        |
| 父 *ノーザンテースト Northern Taste 1971 栗毛 カナダ  | 父の母Lady Victoria 1962 黒鹿毛 カナダ | Victoria Park             | Victoriana                |                  |
| 父 *ノーザンテースト Northern Taste 1971 栗毛 カナダ  | 父の母Lady Victoria 1962 黒鹿毛 カナダ | Lady Angela               | Hyperion                  | Hyperion         |
| 父 *ノーザンテースト Northern Taste 1971 栗毛 カナダ  | 父の母Lady Victoria 1962 黒鹿毛 カナダ | Lady Angela               | Sister Sarah              |                  |
| 母 *スカーレットインク Scarlet Ink 1971 栗毛 アメリカ | 母の父Crimson Satan 1959 栗毛 アメリカ | Spy Song                  | Balladier                 | Balladier        |
| 母 *スカーレットインク Scarlet Ink 1971 栗毛 アメリカ | 母の父Crimson Satan 1959 栗毛 アメリカ | Spy Song                  | Mata Hari                 |                  |
| 母 *スカーレットインク Scarlet Ink 1971 栗毛 アメリカ | 母の父Crimson Satan 1959 栗毛 アメリカ | Bull Poise                | Requiebro                 | Requiebro        |
| 母 *スカーレットインク Scarlet Ink 1971 栗毛 アメリカ | 母の父Crimson Satan 1959 栗毛 アメリカ | Bull Poise                | Papalona                  |                  |
| 母 *スカーレットインク Scarlet Ink 1971 栗毛 アメリカ | 母の母Consentida 1962 鹿毛 アメリカ    | Beau Max                  | Bull Lea                  | Bull Lea         |
| 母 *スカーレットインク Scarlet Ink 1971 栗毛 アメリカ | 母の母Consentida 1962 鹿毛 アメリカ    | Beau Max                  | Bee Mac                   |                  |
| 母 *スカーレットインク Scarlet Ink 1971 栗毛 アメリカ | 母の母Consentida 1962 鹿毛 アメリカ    | La Menina                 | Royal Charger             | Royal Charger    |
| 母 *スカーレットインク Scarlet Ink 1971 栗毛 アメリカ | 母の母Consentida 1962 鹿毛 アメリカ    | La Menina                 | Your Hostess F-No.4-d     |                  |
| 母系(F-No.)                                           | 4号族(FN:4-d)                          | 4号族(FN:4-d)             | 4号族(FN:4-d)             | [ § 3 ]          |
| 5代内の近親交配                                       | Lady Angela3×4、Nearco4×5              | Lady Angela3×4、Nearco4×5 | Lady Angela3×4、Nearco4×5 | [ § 4 ]          |
| 出典                                                  | 1. 2. 3. 4.                            | 1. 2. 3. 4.               | 1. 2. 3. 4.               | 1. 2. 3. 4.      |

母スカーレットインクより連なる牝系は、本馬のほか姉のスカーレットローズ、スカーレットブルーの子孫からも活躍馬が続出し、俗に「スカーレット一族」との通称が付くに至った。さらに広くは、それぞれ米二冠馬のマジェスティックプリンス、リアルクワイエット、ダービーステークス優勝馬セクレトが高祖母ユアホステスからの系統の出身である。

### 近親（重賞勝利馬）
- 孫 - ダイワファルコン（福島記念2回）[38]
- 又甥 - サカラート（東海ステークス、ブリーダーズゴールドカップ、日本テレビ盃、マーキュリーカップ）
- 又甥 - ヴァーミリアン（フェブラリーステークス、ジャパンカップダート、JBCクラシック3回、川崎記念2回、帝王賞、東京大賞典、浦和記念、ダイオライト記念、名古屋グランプリ、ラジオNIKKEI杯2歳ステークス）[38]
- 又甥 - キングスエンブレム（シリウスステークス）[38]
- 又甥 - ソリタリーキング（東海ステークス、日本テレビ盃、マーキュリーカップ）[38]
- 又姪 - トーセンジョウオー（エンプレス杯、マリーンカップ2回、スパーキングレディーカップ、関東オークス）[38]
- 又甥 - クォークスター（セントライト記念）[38]